# クイントン・ジャクソン
クイントン・"ランペイジ"・ジャクソン（Quinton "Rampage" Jackson、1978年6月20日 - ）は、アメリカ合衆国の男性総合格闘家。テネシー州メンフィス出身。ランペイジ・フィットネス・アカデミーチーム主宰。元UFC世界ライトヘビー級王者。

## 来歴
10歳の時にドラッグ中毒の父親が蒸発、ジャクソンはストリートファイトに明け暮れてドラッグを売る、辛い幼少期を過ごした。
17歳でレスリングを始める。その後、大学時代に友人の勧めで総合格闘技に転向した。
1999年11月13日、メンフィスで行われたISCFでプロデビュー。マイク・パイルと対戦し、判定勝ち。

### PRIDE
アメリカ合衆国のローカル大会「King of the Cage」で連戦連勝していたところ、桜庭和志の相手に抜擢され、2001年7月29日のPRIDE.15でPRIDEに初参戦。試合には負けたものの、投げ技で桜庭を追い詰め高い評価を獲得し、PRIDEレギュラーの座を手に入れた。
2001年10月14日にプロレス団体「格闘探偵団バトラーツ」の興行で総合格闘技ルールでアレクサンダー大塚と対戦。大塚を大流血に追い込みドクターストップ勝ちを収めた。2001年11月3日のPRIDE.17では敵討ちに来たバトラーツ所属の石川雄規を1R早々パンチでKO。返り討ちにした。
2001年12月23日、PRIDE.18で松井大二郎と対戦し、試合開始早々膝蹴りが松井の金的に入り、失格負け。
2002年4月28日、PRIDE.20で佐竹雅昭と対戦。怪力から繰り出されたスラムで佐竹の背骨を折りKO勝ち。
2002年7月14日、K-1に参戦。K-1 WORLD GP 2002 in FUKUOKAでシリル・アビディと対戦し、1Rに右フックでKO勝ち。同年12月31日にINOKI BOM-BA-YE 2002でアビディと再戦するも、再び判定勝ち。
2002年9月29日、PRIDE.22でイゴール・ボブチャンチンと対戦し、1Rギブアップ勝ち。
2003年3月16日、PRIDE.25でヴァンダレイ・シウバの持つミドル級（-93kg）王座挑戦権を賭けたケビン・ランデルマン戦に勝利し、PRIDEミドル級のトップファイターとして認知されるようになった。そして試合終了後シウバへのマイクアピールから乱闘を繰り広げた。
その後、PRIDE.26でイリューヒン・ミーシャ、PRIDE GRANDPRIX 2003 開幕戦のミドル級（-93kg）グランプリ1回戦では怪我で欠場したヒカルド・アローナに代わり、UFC世界ミドル級王者ムリーロ・ブスタマンチ、準決勝ではチャック・リデルと、これらの試合にも全て勝利し、GP決勝にて因縁のシウバと対決。序盤は有利に試合を運んだが、最後はシウバの膝蹴りの連打の前に敗北。準優勝となった。
2004年6月20日、PRIDE GRANDPRIX 2004 2nd ROUNDで柔術世界一の実力者ヒカルド・アローナと対戦。アローナの執拗な寝技の前に完全に試合の主導権を握られるが、三角絞めを狙ったアローナをパワーボムでマットに叩き付け失神KO勝ち。王者シウバへの挑戦権を再度獲得した。
2004年10月31日、PRIDE.28のミドル級（-93kg）タイトルマッチでヴァンダレイ・シウバと再戦。試合ではシウバをあと一歩まで追い詰めるも、またもシウバの膝蹴りでKO負けを喫し王座獲得に失敗した。
2005年2月20日、PRIDE.29でシウバの同門ムリーロ・ニンジャを僅差の判定で破った。
2005年4月23日、PRIDE GRANDPRIX 2005 開幕戦のミドル級（-93kg）グランプリ1回戦でシウバの弟弟子であり、ニンジャの実弟であるマウリシオ・ショーグンの打撃で肋骨を骨折し、TKO負け。後日、試合中に「肋骨が折れた」と自陣にアピールしたが、タオルを投入してくれなかったセコンドと衝突、長年所属してきたチームオーヤマを離脱することとなった。この試合後にファニート・イバラを正式にトレーナーに迎え入れた。
復帰戦となった同年10月23日のPRIDE.30では、横井宏考にTKO勝ち。
2006年2月26日、PRIDE.31でユン・ドンシクと対戦し、判定勝ち。この試合でDSEとの契約が終了し、PRIDEを去ることとなった。

### WFA
2006年7月22日に行われたWFAでマット・リンドランドと対戦。スラムをお互い繰り出すなどして判定勝ち。
次戦は、総合3戦目（当時2戦2勝）のランペイジを総合初戦ながら破ったマービン・イーストマンとのリベンジマッチがWFAで予定されていたが、WFA自体がUFCを運営するズッファ社に買収されたため、イーストマン戦はそのままUFCへスライドされることとなった。

### UFC

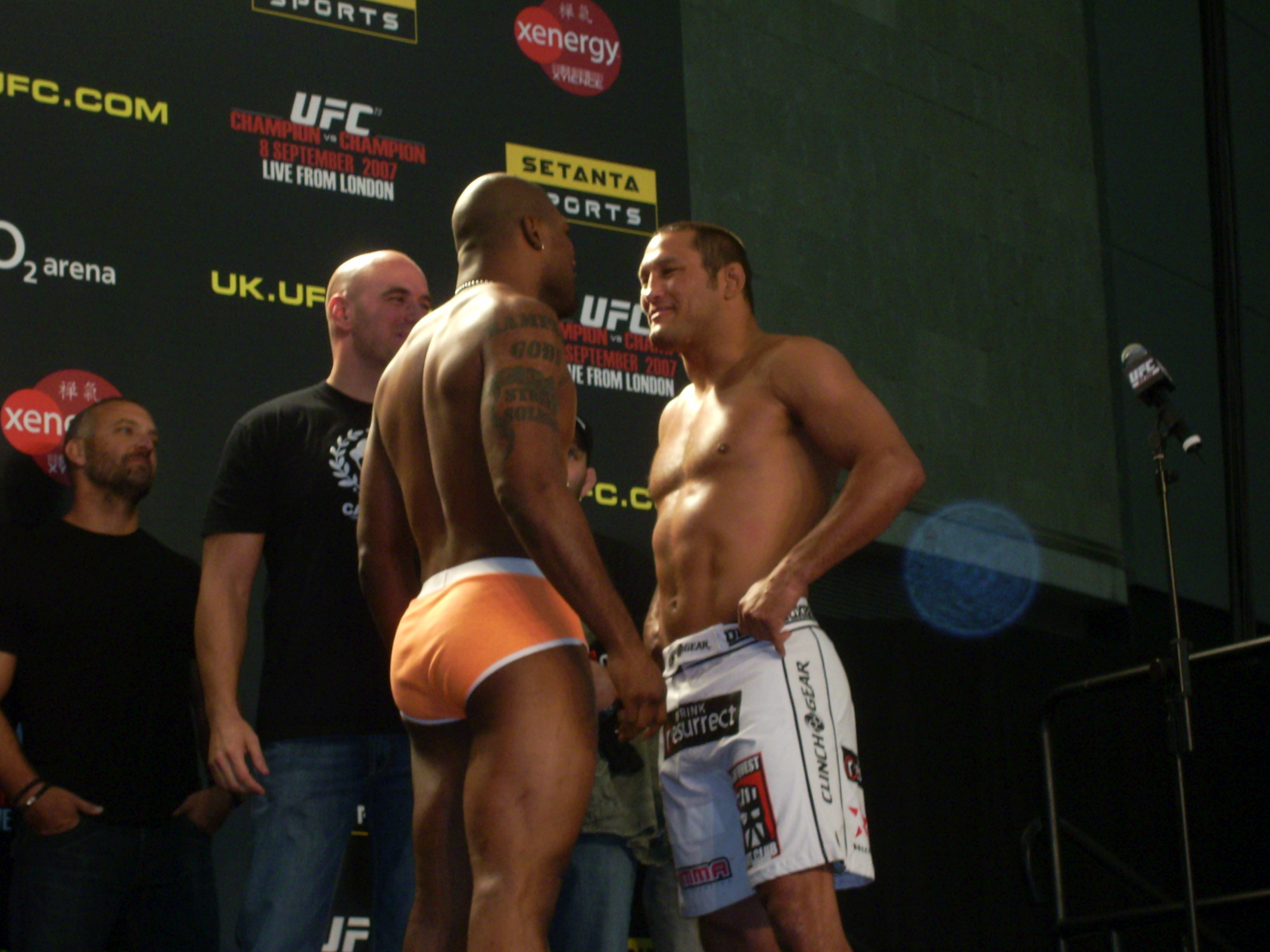
2007年、UFC 75の前日計量にて、ダン・ヘンダーソン(右)と向かい合うジャクソン(左)

2007年2月3日、UFCデビュー戦となったUFC 67で改めてイーストマンと対戦。2ラウンド、クリンチアッパーの連打でイーストマンをKOし、7年越しのリベンジを成功させた。

#### UFC世界王座獲得
2007年5月26日、UFC 71のUFC世界ライトヘビー級タイトルマッチで王者チャック・リデルと再戦。右フックからのパウンドで1ラウンドTKO勝ちを収め、UFC参戦2戦目で王座獲得に成功。ノックアウト・オブ・ザ・ナイトを受賞した。
2007年9月8日、UFC 75のUFC世界ライトヘビー級王座防衛戦でPRIDEミドル級、ウェルター級二冠王者のダン・ヘンダーソンと対戦。全体として試合を優勢に進め、3-0の5R判定勝ちを収め初防衛に成功した。
2008年1月3日、UFC公式サイトにおいてThe 2007 Fighters of The Year第1位に選ばれた。

#### 世界王座陥落
2008年4月から放送されたリアリティ番組「The Ultimate Fighter」のシーズン7でチーム・ランペイジのヘッドコーチを務めたが、シーズン中はチーム・ランペイジの選手は準決勝までで全員敗退。相手チームに失格者が出たことによりCB・ダラウェイが敗者復活を果たすも、ダラウェイは決勝でアミール・サダローに敗れた。シーズン後の同年7月5日に行われたUFC 86では同じくコーチを務めたフォレスト・グリフィンとライトヘビー級タイトルマッチで対戦。激闘を繰り広げたものの、0-3の5R判定負けにより2度目の防衛に失敗し王座から陥落した。敗れたもののファイト・オブ・ザ・ナイトを受賞した。
2008年7月15日、アメリカ・カリフォルニア州で当て逃げと無謀運転の疑いで逮捕され、ダナ・ホワイトが25,000ドルの保釈金を払い釈放された。最終的にジャクソンが罪を認め反省をみせ200時間の社会奉仕活動などを完了させると訴えが2010年1月8日に判事によって棄却された。
2008年12月27日、UFC 92でPRIDEで2連敗したヴァンダレイ・シウバと3度目の対戦。左フックで失神KO勝ちを収め、約4年越しのリベンジに成功。ノックアウト・オブ・ザ・ナイトを受賞した。
2009年3月7日、UFC 96でキース・ジャーディンと対戦し、3-0の判定勝ち。ファイト・オブ・ザ・ナイトを受賞した。
2009年9月から12月にかけて放送された「The Ultimate Fighter」シーズン10でヘッド・コーチを務めた。同じくヘッド・コーチを務めたラシャド・エヴァンスとはシーズン中から舌戦を繰り広げるなど因縁を深めたが、シーズン終了後映画出演（「特攻野郎Aチーム THE MOVIE」）を優先しエヴァンスとのコーチ対決を拒否した。2010年5月29日、UFC 114でエヴァンスと対戦。2Rに右アッパーでダウンを奪うものの、テイクダウンとグラウンドの攻防で劣勢に立たされ、0-3の判定負けを喫した。なお、この試合のPPV販売件数は約105万件に上った。
2010年6月にアメリカで公開された「特攻野郎Aチーム THE MOVIE」でバラカス軍曹役で出演。同年8月の日本公開に合わせ来日も果たした。
2010年11月20日、UFC 123でリョート・マチダと対戦し、2-1の判定勝ちを収めたが、判定は物議を醸し、ランペイジがマチダに自ら再戦を申し出るという後味の悪い結末になった。
2011年5月28日、UFC 130でマット・ハミルと対戦し、3-0の判定勝ちを収めた。
2011年9月24日、UFC 135のUFC世界ライトヘビー級タイトルマッチで王者ジョン・ジョーンズに挑戦し、スタンド、グラウンド共に終始圧倒され、リアネイキドチョークで4R一本負けを喫し王座獲得に失敗した。
2012年2月26日、日本で開催されたUFC 144でライアン・ベイダーと対戦し、0-3の判定負けを喫した。なお、前日計量でジャクソンは5ポンド（約2.3キロ）のウェイトオーバーでファイトマネーの20パーセントを没収されている。
2013年1月26日、UFC on FOX 6でグローバー・テイシェイラと対戦し、0-3の判定負けを喫した。

### Bellator MMA & TNA
2013年6月4日、Bellator MMAとプロレス団体のTNAと同時契約を締結。6月6日、TNAの番組であるImpact Wrestlingにて登場し、カート・アングルとのプロモーションを行った。
2013年11月15日、Bellator初参戦となったBellator 108でジョーイ・ベルトランと対戦し、パウンドでTKO勝ち。当初はティト・オーティズと対戦予定であったが、ティトの怪我のため直近でベルトランに変更となった。
2014年2月28日、Bellator 110のライトヘビー級トーナメント1回戦でクリスチャン・ムプンボと対戦し、パウンドでKO勝ち。5月17日にはBellator 120のライトヘビー級トーナメント決勝でキング・モーと対戦し、3-0の判定勝ちを収め優勝を果たしライトヘビー級王座への挑戦権を獲得した。

### UFC復帰
2015年4月25日、約2年3カ月ぶりのUFC復帰戦となったUFC 186でファビオ・マルドナドと対戦し、3-0の判定勝ち。なお、UFC復帰後も引き続きベラトールの契約下にあり、それにも関わらずUFCに復帰した理由として、ジャクソンは「契約に関してベラトールは自分を尊重しなかった」と主張している。この件について、ベラトール陣営は法的手続きをすることを発表し、その後ニュージャージー州上級裁判所によって、ジャクソンは署名した契約を違反しているとしてUFCで戦うことを差し止める処分を下した。しかし、その後4月21日に、ニュージャージー州高等裁判所の上訴部はジャクソンがUFCで戦うことができると主張して、UFCで戦うことを差し止める処分を覆した。後日、ジャクソンとベラトール陣営は和解し、ジャクソンが再びベラトールに復帰することを発表した。

### Bellator MMA復帰
2016年6月24日、ベラトール復帰戦となったBellator 157で石井慧と対戦し、2-1の判定勝ち。
2017年3月31日、Bellator 175でキング・モーと再戦し、0-3の判定負け。リベンジを許した。
2018年1月20日、Bellator 192のヘビー級ワールドグランプリ準々決勝でチェール・ソネンと対戦し、0-3の判定負け。
2018年9月29日、Bellator 206でヴァンダレイ・シウバと通算4度目の対戦をし、2R終盤に右フックでダウンを奪い、パウンドでTKO勝ち。これでシウバとの通算戦績を2勝2敗とした。

### その他
2024年6月22日「ブラッドスポーツ 武士道」に参戦、関根“シュレック”秀樹と対戦した。

## ファイトスタイル
「ランペイジ（暴れん坊）」のニックネームにふさわしいスラムを多用するパワフルかつ荒々しいファイトで注目されたが、堅実なボクシングテクニックやレスリングの攻防にも優れている。UFC参戦以降は、スタンドに偏ったストライカーとしてのスタイルを確立している。

## 人物・エピソード

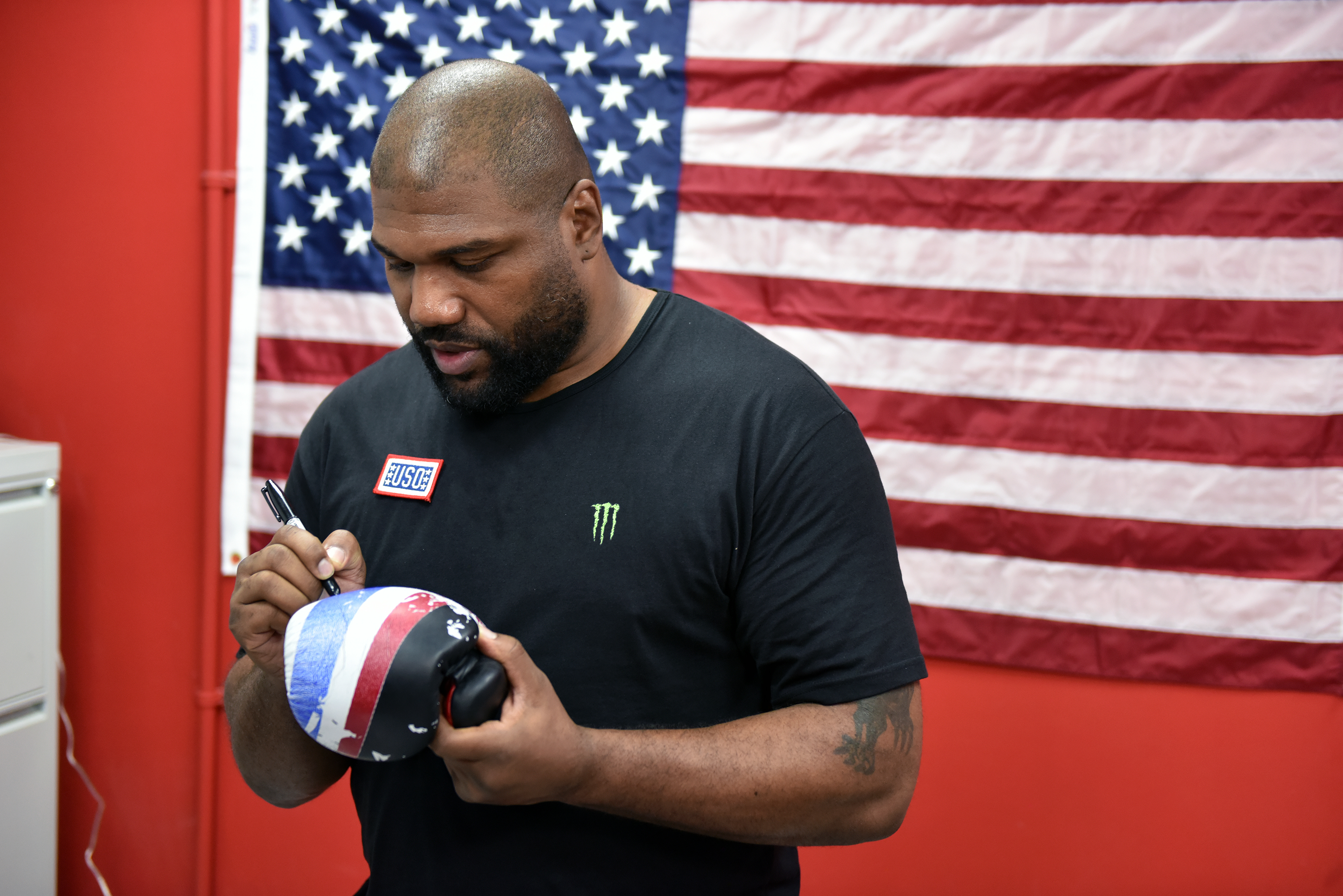
サインに応じるジャクソン（2019年）

- 『SEHRDOG』のwebサイトには概要として「2001年7月に桜庭和志戦でPRIDEデビューをする前に、PRIDE幹部がノックアウトかサブミッションでタップしてくれたら通常のファイトマネー1万ドルに加えて敗者ボーナス2000ドルを支払うと持ちかけられたが断ってガチンコで勝負して負けた。クイントンは勝つことが難しいと分かっていながら敗者ボーナスの契約を拒否した。」と八百長を持ちかけられてそれを拒否した経験が報告されている[37]。
- PRIDE参戦当時は廃バスに住んでいるという触れ込みで「暴走ホームレス」というギミックが付与された。しかし実際に廃バスに住んでいた事実はなく、経済的に苦境に陥っていた一時期に、キャンピングカーに住んでいたにとどまる[1]。
- PRIDE.28でリングイン後、携帯電話で日本人の彼女にプロポーズするという前代未聞の行動を起こした（プロポーズは成功し結婚していたが、のちに離婚[38]）。
- 怪力ぶりで有名だが、本人曰く、幼い頃に父親の工房で荷物運びを手伝っていたため怪力が身に付いたという。
- 入場時は必ず遠吠えのパフォーマンスを行い、首から鎖のチェーンを下げて入場する。
- 下品で粗野な行動が多かったが2004年にキリスト教に入信、以前よりは大人しくなった。
- レーシングゲームの「Forza Motorsport 4」ではジャクソンの愛車であるDodge Quinton "Rampage" Jackson Challenger SRT8が登場した。

## 戦績

### 総合格闘技
| 総合格闘技 戦績 | 総合格闘技 戦績 | 総合格闘技 戦績 | 総合格闘技 戦績 | 総合格闘技 戦績 | 総合格闘技 戦績 | 総合格闘技 戦績 |
| --------------- | --------------- | --------------- | --------------- | --------------- | --------------- | --------------- |
| 52 試合         | (T)KO           | 一本            | 判定            | その他          | 引き分け        | 無効試合        |
| 38 勝           | 17              | 7               | 14              | 0               | 0               | 0               |
| 14 敗           | 4               | 2               | 7               | 1               | 0               | 0               |

| 勝敗 | 対戦相手                     | 試合結果                                 | 大会名                                                                | 開催年月日     |
| ×    | エメリヤーエンコ・ヒョードル | 1R 2:44 TKO（右ストレート）              | BELLATOR JAPAN                                                        | 2019年12月29日 |
| ○    | ヴァンダレイ・シウバ         | 2R 4:32 TKO（右フック→パウンド）         | Bellator 206: Mousasi vs. Macdonald                                   | 2018年9月29日  |
| ×    | チェール・ソネン             | 5分3R終了 判定0-3                        | Bellator 192: Rampage vs. Sonnen                                      | 2018年1月20日  |
| ×    | キング・モー                 | 5分3R終了 判定0-3                        | Bellator 175: Rampage vs. King Mo 2                                   | 2017年3月31日  |
| ○    | 石井慧                       | 5分3R終了 判定2-1                        | Bellator 157: Dynamite 2                                              | 2016年6月24日  |
| ○    | ファビオ・マルドナド         | 5分3R終了 判定3-0                        | UFC 186: Johnson vs. Horiguchi                                        | 2015年4月25日  |
| ○    | キング・モー                 | 5分3R終了 判定3-0                        | Bellator 120 【ライトヘビー級トーナメント 決勝】                      | 2014年5月17日  |
| ○    | クリスチャン・ムプンボ       | 1R 4:34 KO（右フック→パウンド）          | Bellator 110 【ライトヘビー級トーナメント 1回戦】                     | 2014年2月28日  |
| ○    | ジョーイ・ベルトラン         | 1R 4:59 TKO（右フック→パウンド）         | Bellator 108                                                          | 2013年11月15日 |
| ×    | グローバー・テイシェイラ     | 5分3R終了 判定0-3                        | UFC on FOX 6: Johnson vs. Dodson                                      | 2013年1月26日  |
| ×    | ライアン・ベイダー           | 5分3R終了 判定0-3                        | UFC 144: Edgar vs. Henderson                                          | 2012年2月26日  |
| ×    | ジョン・ジョーンズ           | 4R 1:14 チョークスリーパー               | UFC 135: Jones vs. Rampage 【UFC世界ライトヘビー級タイトルマッチ】    | 2011年9月24日  |
| ○    | マット・ハミル               | 5分3R終了 判定3-0                        | UFC 130: Rampage vs. Hamill                                           | 2011年5月28日  |
| ○    | リョート・マチダ             | 5分3R終了 判定2-1                        | UFC 123: Rampage vs. Machida                                          | 2010年11月20日 |
| ×    | ラシャド・エヴァンス         | 5分3R終了 判定0-3                        | UFC 114: Rampage vs. Evans                                            | 2010年5月29日  |
| ○    | キース・ジャーディン         | 5分3R終了 判定3-0                        | UFC 96: Jackson vs. Jardine                                           | 2009年3月7日   |
| ○    | ヴァンダレイ・シウバ         | 1R 3:21 KO（左フック）                   | UFC 92: The Ultimate 2008                                             | 2008年12月27日 |
| ×    | フォレスト・グリフィン       | 5分5R終了 判定0-3                        | UFC 86: Jackson vs. Griffin 【UFC世界ライトヘビー級タイトルマッチ】   | 2008年7月5日   |
| ○    | ダン・ヘンダーソン           | 5分5R終了 判定3-0                        | UFC 75: Champion vs. Champion 【UFC世界ライトヘビー級タイトルマッチ】 | 2007年9月8日   |
| ○    | チャック・リデル             | 1R 1:53 TKO（パウンド）                  | UFC 71: Liddell vs. Jackson 【UFC世界ライトヘビー級タイトルマッチ】   | 2007年5月26日  |
| ○    | マービン・イーストマン       | 2R 3:49 KO（スタンドパンチ連打）         | UFC 67: All or Nothing                                                | 2007年2月3日   |
| ○    | マット・リンドランド         | 5分3R終了 判定2-1                        | WFA 4: King of the Streets                                            | 2006年7月22日  |
| ○    | ユン・ドンシク               | 3R（10分/5分/5分）終了 判定3-0           | PRIDE.31 Dreamers                                                     | 2006年2月26日  |
| ○    | 横井宏考                     | 1R 4:45 TKO（サッカーボールキック）      | PRIDE.30 STARTING OVER                                                | 2005年10月23日 |
| ×    | マウリシオ・ショーグン       | 1R 4:47 TKO（サッカーボールキック）      | PRIDE GRANDPRIX 2005 開幕戦 【ミドル級グランプリ 1回戦】              | 2005年4月23日  |
| ○    | ムリーロ・ニンジャ           | 3R（10分/5分/5分）終了 判定2-1           | PRIDE.29 SURVIVAL                                                     | 2005年2月20日  |
| ×    | ヴァンダレイ・シウバ         | 2R 3:26 KO（膝蹴り）                     | PRIDE.28 【PRIDEミドル級タイトルマッチ】                              | 2004年10月31日 |
| ○    | ヒカルド・アローナ           | 1R 7:32 KO（バスター）                   | PRIDE GRANDPRIX 2004 2nd ROUND                                        | 2004年6月20日  |
| ○    | 美濃輪育久                   | 2R 1:05 TKO（グラウンドの膝蹴り）        | PRIDE SPECIAL 男祭り 2003                                             | 2003年12月31日 |
| ×    | ヴァンダレイ・シウバ         | 1R 6:28 TKO（膝蹴り）                    | PRIDE GRANDPRIX 2003 決勝戦 【ミドル級グランプリ 決勝】               | 2003年11月9日  |
| ○    | チャック・リデル             | 2R 3:10 TKO（タオル投入）                | PRIDE GRANDPRIX 2003 決勝戦 【ミドル級グランプリ 準決勝】             | 2003年11月9日  |
| ○    | ムリーロ・ブスタマンチ       | 3R（10分/5分/5分）終了 判定2-1           | PRIDE GRANDPRIX 2003 開幕戦 【ミドル級グランプリ 1回戦】              | 2003年8月10日  |
| ○    | イリューヒン・ミーシャ       | 1R 6:26 ギブアップ（グラウンドの膝蹴り） | PRIDE.26 REBORN                                                       | 2003年6月8日   |
| ○    | ケビン・ランデルマン         | 1R 7:00 TKO（マウントパンチ）            | PRIDE.25                                                              | 2003年3月16日  |
| ○    | イゴール・ボブチャンチン     | 1R 7:17 ギブアップ（脇腹の負傷）         | PRIDE.22                                                              | 2002年9月29日  |
| ○    | ショーン・グレイ             | 3R 0:37 TKO（パンチ連打）                | KOTC 13: Revolution                                                   | 2002年5月17日  |
| ○    | 佐竹雅昭                     | 1R 7:07 KO（スラム）                     | PRIDE.20                                                              | 2002年4月28日  |
| ×    | 松井大二郎                   | 1R 0:14 失格（ローブロー）               | PRIDE.18                                                              | 2001年12月23日 |
| ○    | 石川雄規                     | 1R 1:52 KO（スタンドパンチ連打）         | PRIDE.17                                                              | 2001年11月3日  |
| ○    | アレクサンダー大塚           | 2R終了時 TKO（ドクターストップ）         | バトラーツ 〜格闘ロマン2001 YUKI BOM-BA-YA〜                          | 2001年10月14日 |
| ×    | 桜庭和志                     | 1R 5:41 スリーパーホールド               | PRIDE.15                                                              | 2001年7月29日  |
| ○    | ケネス・ウィリアムズ         | 1R 4:40 チョークスリーパー               | Gladiator Challenge 4: Collision at Colusa                            | 2001年6月17日  |
| ○    | ブライソン・ハウブレック     | 1R 1:48 1:48 ギブアップ（パンチ連打）    | KOTC 8: Bombs Away                                                    | 2001年4月29日  |
| ○    | ロッコ・ヘンダーソン         | 2R 1:15 チキンウィングアームロック       | Gladiator Challenge 3: Showdown at Soboba                             | 2001年4月7日   |
| ○    | デイブ・テイラー             | 1R終了時 TKO（タオル投入）               | Gladiator Challenge 2: Collision at Colusa                            | 2001年2月18日  |
| ○    | チャーリー・ウェスト         | 5分3R終了 判定3-0                        | Gladiator Challenge 1                                                 | 2000年12月9日  |
| ○    | ロブ・スミス                 | 5分3R終了 判定3-0                        | KOTC 6: Road Warriors                                                 | 2000年11月29日 |
| ○    | ウォーレン・オーズリー       | 1R 6:04 腕ひしぎ十字固め                 | Dangerzone: Night of the Beast                                        | 2000年10月28日 |
| ○    | ロン・ランフ                 | 1R 1:18 TKO（マウントパンチ）            | Continental Freefighting Alliance 2                                   | 2000年7月19日  |
| ×    | マービン・イーストマン       | 5分2R終了 判定0-3                        | KOTC 4: Gladiators 【KOTC世界ヘビー級王座決定戦】                     | 2000年6月24日  |
| ○    | マルコ・ベルムダス           | 2R チョークスリーパー                    | Huntington Beach Underground Pancrase                                 | 2000年5月13日  |
| ○    | マイク・パイル               | 5分3R終了 判定3-0                        | ISCF: Memphis                                                         | 1999年11月13日 |

### キックボクシング
| 勝敗 | 対戦相手         | 試合結果               | 大会名                       | 開催年月日     |
| ○    | シリル・アビディ | 3R終了 判定3-0         | INOKI BOM-BA-YE 2002         | 2002年12月31日 |
| ○    | シリル・アビディ | 1R 1:55 KO（右フック） | K-1 WORLD GP 2002 in FUKUOKA | 2002年7月14日  |

## 獲得タイトル
- PRIDE GRANDPRIX 2003 準優勝（2003年）
- 第7代UFC世界ライトヘビー級王座（2007年）
- Bellator MMAシーズン10 ライトヘビー級トーナメント 優勝（2014年）

## 表彰
- UFC ファイト・オブ・ザ・ナイト（3回）
- UFC ノックアウト・オブ・ザ・ナイト（2回）
- SHERDOG ファイター・オブ・ザ・イヤー（2007年）
- SHERDOG 殿堂入り（2014年）

## ペイ・パー・ビュー販売件数
| 開催年月日     | イベント                                                  | 販売件数    | 備考 |
| -------------- | --------------------------------------------------------- | ----------- | ---- |
| 2011年9月24日  | UFC 135: ジョン・ジョーンズ vs. クイントン・ジャクソン    | 52万件      |      |
| 2011年5月28日  | UFC 130: クイントン・ジャクソン vs. マット・ハミル        | 32万件5千件 |      |
| 2010年11月20日 | UFC 123: クイントン・ジャクソン vs. リョート・マチダ      | 50万件      |      |
| 2010年5月29日  | UFC 114: クイントン・ジャクソン vs. ラシャド・エヴァンス  | 105万件     |      |
| 2009年3月7日   | UFC 96: クイントン・ジャクソン vs. キース・ジャーディン   | 35万件      |      |
| 2008年7月5日   | UFC 86: クイントン・ジャクソン vs. フォレスト・グリフィン | 54万件      |      |
| 2007年5月26日  | UFC 71: チャック・リデル vs. クイントン・ジャクソン2      | 67万5千件   |      |

## 出演
| 公開年 | 邦題 原題                                                     | 役名         | 備考       |
| ------ | ------------------------------------------------------------- | ------------ | ---------- |
| 2005   | 殴者 NAGURIMONO                                               |              |            |
| 2008   | ミッドナイト・ミートトレイン en:The Midnight Meat Train       |              | カメオ出演 |
| 2009   | デス・ウォーリアー DEATH WARRIOR                              |              |            |
| 2010   | 特攻野郎Aチーム THE MOVIE The A-Team                          | バラカス軍曹 |            |
| 2012   | ファイヤー・ウィズ・ファイヤー 炎の誓い Fire with Fire        | ウォレス     |            |
| 2016   | マッド・ウォーリアーズ 頂上決戦 Never Back Down: No Surrender |              |            |